# محافظة يوثاي ثاني
محافظة يوثاي ثاني (بالتايلندية: อุทัยธานี، وبالإنجليزية:Uthai Thani) هي واحدة من محافظات تايلاند الخمس والسبعين تجاور محافظات ناخون ساوان وتشاينات وسوفانبوري وكانتشانابوري وتاك

## الجغرافيا
تتميز المحافظة بالسهول العليا ونهر تشاو فرايا وادي والجبال التي تغطيها الغابات وتقع فيها محميات حيوانات ثونغ ياي – هواي كا كانغ

## التاريخ
سكن شعب المون وشعب اللاوا بالأصل المنطقة وأقاموا فيها. وكان موانغ يوثاي من بين أول التايلانديين الذين سكنوها خلال عهد مملكة سوكوتاي ولكنها هُجرت بعد تغيير النهر لمجراه. أقام شعب الپاتابيوت من إثنية الكارن في المدينة بموقعها الحالي خلال عهد مملكة أيوثايا لتصبح حصنًا يحمي حدود المملكة.
تعدّ يوثاي ثاني مسقط رأس والد الملك راما الأول. قام الملك راما الأول بتغيير اسمها من «يوثاي» وهو الاسم القديم لتصبح «يوثاي ثاني».

## التقسيمات الادارية
تنقسم المحافظة الي 8 دائرة داخلية 
| 1. موينج اوثاى ثاني 2. ثاب ثان 3. سوانغ اروم 4. تشانغ نونغ 5. نونغ كوانغ 6. بان راي | 1. لن ساك 2. هواي خوت |

## أعلام
- بونجلوانج سور سنجيو